# Veronica euphrasiifolia
Veronica euphrasiifolia är en grobladsväxtart som beskrevs av Heinrich Friedrich Link. Veronica euphrasiifolia ingår i släktet veronikor, och familjen grobladsväxter. Inga underarter finns listade i Catalogue of Life.